# Битие
 Тази статия е за философското понятие.  За библейския текст вижте Битие (Библия).  
Битие, в най-общ и понятен смисъл, е една от основните философски категории за обозначаване на обективната реалност, съществуваща независимо от човешкото съзнание.
Казано с други думи, в онтологията се изучава битието, битието като всичко което може да се каже, че Е, независимо дали трансцендентно или иманентно.
Същността на битието, дефинирана от различните философии, варира, като се дават различни интерпретации в рамките на Аристотеловата философия, материализма, идеализма, екзистенциализма, марксизма.

## Битието в континенталната философия и екзистенциализма
Още древногръцките философи преди Сократ се стремят да дадат определение на понятието. За Парменид битието е „неизменно, единно, неподвижно и тъждествено на самото себе си“. Според Хераклит битието е „непрекъснато изменение на случващото се“.
Редица философи от 17 и 18 век като Лайбниц, Бъркли, Спиноза, Декарт и Кант разглеждат също в своите съчинения понятието битие.
Някои философи отричат концепцията за битието и смятат, че тя няма никакъв смисъл или значение, тъй като ние само определяме екзистенцията на обектите в релация към други обекти или явления. Терминът „Аз съм“ няма никакво значение сам по себе си, той трябва да има действия или отношения, прикачени към него. Това от своя страна е довело до мисълта, че битието и нищото са тясно свързани в екзистенциалната философия.
Екзистенциалистките философи като Сартр, а също и Хегел и Хайдегер са писали нашироко върху концептът за битието. Хегел различава битието на обектите, битие-в-себе-си, от битието на хората (Geist).
Хайдегер, в неговия опит да постави наново оригиналното предсократическо питане за битието, или защо има нещо, а не нищо, се пита как смислено и съдържателно да се пита за смисъла на битието, след като това е най-големият въпрос, който всъщност включва всичко останало в себе си, всичко, което е. Той разграничава различни типове на битието - отриателен модус е настояще, което е наблизо, докато битието в истинския смисъл е настояще, което е готово да се случи. Този, който пита въпроса за Битието е описан като Da-sein ("там/тук-съществуване"). Сартр от своя страна, популярно бива разбран като неправилно прочитащ Хайдегер, това разбиране се подкрепя от есето на Хайдегер „Писмо върху хуманизма“, което отговаря на известното сартърово „Екзистенциализмът е хуманизъм“, всъщност употребява различните модуси на битието в един опит да подплати своята концепция за свободата онтологично, като разграничава между битието-в-себе-си и битието-за-себе-си.